# Сігерік (король Ессексу)
Сігерік (давн-англ. Sigeric; ? — після 798) — король Ессексу 758—798 роках.

## Життєпис
Походив з династії Есквінінгів. Син Селреда, короля Ессексу. Про життя та діяльність замало відомостей. У 758 році після смерті Світреда став новим королем.
Сігерік намагався продовжити політику попередника щодо посилення незалежності. Цьому сприяла смерть Етельбальда Мерсійського та боротьба за владу між його спадкоємцями. Втім вже у 780-х роках під тиском Оффи, короля Мерсії, визнав зверхність останнього.
У 798 році зрікся трону та вирушив на прощу до Риму. Тут став ченцем та помер у монастирі. Дата смерті невідома. Новим королем став його син Сігеред.

## Родина
- Сігеберт
- Сігеред